# Cervikalni polip
Cervikalni polip je najčešći benigni (dobroćudni) izraštaj (hiperplazija) endocervikalne sluzokože materice, sa tankom peteljkom. Ove  dobroćudne izrasline koje se javljaju na grliću materice ili unutar nje, retko su prisutne kod mladih devojaka koje još nisu rađale. Učestaliji su kod žena u četrdesetim i pedesetim godinama, pogotovo ako su se kao majke ostvarile i više puta.

## Epidemiologija
Polipi cerviksa su česti, kod žena starijih od 40 godina, u premenopauzi, koje su imale mnogo dece. Dok su jako  retki kod adolescentkinja koje nisu započele sa menstruacijom.

## Etiologija
Tačan uzrok nastanka cervikalnog polipa za sada je nepoznat, pa se često povezuje sa:
- hroničnim zapaljenjima
- povišenim nivoima estrogena,
- začepljenjem krvnih sudova u grliću materice.[6]

Cervikalni polip je najčešće okruglastog ili izduženog oblika (kad prominira u vaginu), sa glatkom ili režnjastom površinom, bledo ili tamnocrvene boje, veličine zrna pšenice i/ili oraha lokalizovan u spoljašnjem ušću cerviksa. Većina žena ima samo jednan polip, a kod ostalih žena mogu se javiti istovremeno dva ili tri polipa.
Kako je njegova površina izložena sekundarnoj infekcije iz vagine, on može biti pod stalnom zapaljenju i ulceracijama. 
Ove u većini slučajeva bezbolne izrasline se, često lagano proširuju po grliću materice. Samim tim omogućavaju infekcijama napredovanje ka materičnoj šupljini. Takođe, ovi polipi mogu biti čest uzročnik steriliteta, i često su praćeni pojačanim izlučivanjem sekreta neprijatnog mirsa. Međutim simptomi mogu izostati, pa se ove izrasline često otkrivaju slučajno na rutinskom ginekološkom pregledu, ili u sklopu dijagnostike neke druge bolesti.

### Histopatologija
Histološki, cervikalni polipi karakteristično pokazuju vaskularno vezivno tkivo pored ćelija strome, koje su prekrivene papilarnom proliferacijom ćelija. Ove ćelije se sastoje od stubastog, skvamoznog ili skvamokolumnarnog epitela.
Polipi grlića materice nastaju od hiperplazije epitela žlezde, dok je vrh polipa obično skvamozna metaplazija.
Dve vrste cervikalnih polipa, endocervikalni i ektocervikalni, ne mogu se razlikovati po grubom izgledu. Mikroskopski, pronađeni su mnogi histološki obrasci, uključujući tipične sluzokože, inflamatorne, vaskularne, fibrozne, pseudo-decidualne, mešavinu cervikalnog i endometrijuma i pseudosarkomatozne.
Endocervikalni polipi, koji su najčešći tip, mikroskopski pokazuju labavu, edematoznu stromu sa vaskulaturom promenljive veličine, velikih proširenih ili malih debelih zidova. Ćelije strome često imaju mešovitu akutnu ili hroničnu inflamaciju, eroziju, kao i benignu mikroglandularnu hiperplaziju. Ove manifestacije su obično vidljive na površini većih polipa koji štrče kroz cervikalnu osovinu, u zavisnosti od stepena iritacije.

## Klinička slika
Od kliničkih simptoma pacijentinje obično navode:
Sukrvičavo pranje i krvavi fluor  — između dve menstruacije, koja potiče iz cerviksa (cervikalni fluor) usled ascedentne infekcije i cervikalnog endometritisa. 
Produženo menstrualno krvarenje
Postojanje polipa cerviksa naročito u menopauzi, često je kombinovano sa kliničkom slikom malignih tumora genitalnih organa žene, uz istovremeno postojanje korporalnog karcinoma. 
Cervikalni polipa može uticati na plodnost, odnosno poremetiti trudnoću, uzrokovati spontani pobačaj, prevremeni pobačaj ili čak sterilitet.

## Dijagnoza
Nakon uzimanja razmaza za PAPA test i ultrazvučnog pregleda potrebno je uraditi mikrobiološku obradu kako bi se otkrili mikroorganizmi kojima je inficiran polip.
- Ultrazvučni nalaz kod cervikalnog polipa

## Diferencijalna dijagnoza
Diferencijalna dijagnoza cervikalnih polipa može biti opsežna jer simptomatski pacijenti obično imaju abnormalno krvarenje iz materice.
Abnormalno krvarenje iz materice može se desiti zbog različitih etiologija, kao što su:
- Miomi materice.

- Hiperplazija i malignitet endometrijuma.

- Endometrioza.

- Adenomioza.

- Cervikalni ektropion.

- Rak grlića materice.

- Površinske lezije genitalnog trakta.

- Polno prenosive infekcije.

- Stanja u vezi sa trudnoćom, odnosno vanmaternična trudnoća

Tokom ginekološkog pregleda, polip endometrijuma koji izlazi kroz cervikalni kanal može ličiti na polip grlića materice ako se nalazi u grliću materice.

## Terapija
Terapija je:
Antibiotska — koja ima za cilj sanaciju infekcijom izazvane upale, koja se primenjuje tek nakon određivanja osetljivost mikroorganizama na antibiotike (antibiogram).
Hirurška  —  koja ima za cilj potpuno odstranjenje polipa, primenom „polip klešta", izrezivanja skalpelom ili spallivanjem niskovoltažnom dijatermijskom petljom, zbog opasnosti od obilnijeg krvarenja. Nakon intervencije obavezna je frakcionirana eksplorativna kiretaža i slanje materijal sa polipom na histološki pregled i to odvojeno iz cervikalnog kanala i materične šupljine.

## Prognoza
Postojanje polipa cerviksa naročito u menopauzi, često je kombinovano sa postojanjem malignih tumora genitalnih organa žene, posebno sa istovremenim postojanjem korporalnog karcinoma. Postojanje polipa može uticati na plodnost odnosno poremetiti trudnoću, uzrokovati spontani pobačaj, prevremeni pobačaj ili čak sterilitet.

## Spoljašnje veze
|  | Molimo Vas, obratite pažnju na važno upozorenje u vezi sa temama iz oblasti medicine (zdravlja). |